# Sistema Argentino de Información Jurídica
El Sistema Argentino de Información Jurídica es una Dirección Nacional del Ministerio de Justicia de Argentina que busca garantizar el acceso gratuito a la información jurídica. Administra las bases documentales SAIJ (previamente Infojus) e Infoleg.
La base documental SAIJ fue fundada en 1981 con apoyo de la UNESCO.Incluye todas las leyes nacionales de Argentina, sancionadas desde 1853, ordenadas y actualizadas diariamente; tratados internacionales ratificados por leyes nacionales; decretos nacionales y provinciales, decretos de necesidad y urgencia y reglamentarios de leyes vigentes dictados por el Poder Ejecutivo Nacional; jurisprudencia de tribunales federales, nacionales y provinciales; proyectos legislativos del Congreso Nacional, dictámenes de la Procuración del Tesoro de la Nación, el Instituto Nacional contra la Discriminación, la Oficina Anticorrupción y el Ministerio Público Fiscal; artículos de doctrina realizados por docentes, investigadores, y autores especializados de todas las ramas del derecho; las publicaciones del Ministerio de Justicia y Derechos Humanos de la Nación, normas del MERCOSUR, resoluciones generales de AFIP, y otras resoluciones y disposiciones generales de organismos públicos nacionales y provinciales.